# Trincomalee
Trincomalee (tamil: திருகோணமலை tirukōṇamalai, singalese: තිරිකුණාමළය tirikūṇamaḷaya) è una città della costa nord-orientale dello Sri Lanka di 99 135 abitanti. La città è costruita su una penisola, che divide il porto interno da quelli esterni. È uno dei centri più importanti della cultura di Lingua tamil del paese. In passato la città era chiamata Gokanna, ed è stato un porto che ha avuto un ruolo fondamentale nella storia commerciale marittima dello Sri Lanka.
Il porto della Baia di Trincomalee è noto per la sua larghezza e sicurezza. A differenza di altri porti dell'Oceano Indiano, è accessibile alle navi di qualunque dimensione. Le spiagge sono usate per il surf, la pesca e l'avvistamento di balene. La città ha anche il più grande forte olandese dello Sri Lanka. È sede sia della più grande base navale del paese che di una base aerea della Sri Lanka Air Force.